# 痞子遇到愛
《愛在墾丁-痞子遇到愛》是一部於2014年上映的台灣電影。由眾多台灣藝人與中國藝人攜手合作，許多有名的綜藝藝人也都在此片特別演出。2014年6月13日於台灣電影院上映播放。

## 劇情
屌兒啷噹的年輕人王瑞在北京賭博，欠債120萬人民幣。一天，他爺爺拿出一張台灣地契，並交給他變賣，要他拿去做生意。

隨之吳天才自告奮勇，2人展開與128人打交道、簽同意書的生活，其中也遇到許多麻煩人物...

臥病的老船長、潛水教練馬卡龍、賣爌肉飯的老闆娘林良以及秘密人物朱月娥和最難搞的歐陽晴。

王瑞和吳天才就在墾丁展開一段奇妙的旅程，打工、看護、司機甚至搶孤通通都嘗試過了，其中經歷了死亡、愛情、親情和友情。

這是一個可以讓你快樂、感動的故事，有如劇中人說的一句話：「我雖然迷了路，但還好我看到了這片海。」

## 演員

### 主要演員
| 演員   | 角色   | 備註 |
| ------ | ------ | --- |
| 王睿   | 王瑞   | 男主角，26歲。個性好高騖遠、不務正業。頭腦聰明但不肯腳踏實地，坐著發財夢卻捅出許多簍子。心中其實善良，幫助小天見她母親。   |
| 林逸欣 | 歐陽晴 | 女主角，22歲。直爽敢言、性格易衝動；外表健康陽光。賣香腸、擔任辣妹秀舞者並從事漂流木的創作。心中憎恨母親小時離開他們姊妹。 |
| 姚淳耀 | 吳天才 | 男配角，26歲。來自台灣，自告奮勇陪王瑞前往墾丁。陪伴王瑞完成這趟墾丁之旅，最後留在台灣。                                   |

### 次要演員
| 演員           | 角色   | 備註                                                                                        |
| -------------- | ------ | ------------------------------------------------------------------------------------------- |
| 鍾欣怡         | 懞奻   | 女，28歲。她跟歐陽晴一起在PUB搭擋表演辣妹艷舞秀                                             |
| 律夢柔         | 小律   | 女，28歲。為人正直，恆春女警察，一直想幫助小天見她母親。                                    |
| 劉令萱         | 歐陽天 | 女，9歲。個性開朗、有著超齡的體貼，喜歡用蠟筆畫畫並記錄生活的一切。一直想見許久不見的母親。 |
| 沈文程         | 古樂樂 | 男，50歲。教會長老，慈祥和藹，豪邁風趣。                                                    |
| 乾德門         | 王漢華 | 男，85歲。1949跟隨國民黨來台，王瑞爺爺。賭博很有一套。                                      |
| 林美照         | 林良   | 女，65歲。賣爌肉飯老闆娘。                                                                  |
| 沈玉琳         | 阿利哥 | 男，35歲。本名不詳，愛護動物，說話語無倫次，外型邋遢，介於流浪漢和嬉皮之間。                |
| 陳世旻(瑪利亞) | 黑乃   | 男，35歲。個性草莽爽朗，與小海、馬卡龍是好朋友，一起經營水上活動及潛水生意。                |
| 陳佑軒         | 小海   | 男，24歲。熱愛水上活動，為晴晴和懞奻夥伴。                                                  |
| 九孔           | 馬卡龍 | 男，40歲。個性大而化之，愛好自然和美女，職業潛水教練。                                      |
| 林美貞         | 林貞貞 | 女，35歲。個性單純，跟隨丈夫馬卡龍來到墾丁，自家開設冰店工作。                              |
| 小戽斗         | 龔孝安 | 男，60歲。年輕時為船長，後來行動不便必須長期臥床和依賴輪椅。                                |
| 向娃           | 阿蘭   | 女，43歲。前夫過世後改嫁至台南做生意。小晴和小天母親。                                      |
| 宋新妮         | 張經理 | 女，40歲。房仲，個性直爽，能言善道。                                                        |

## 音樂
|   | 歌曲       | 附註                               |
| - | ---------- | ---------------------------------- |
| 1 | 痞子遇到愛 | 吳俊徹作詞、張乃仁作曲，林逸欣演唱 |
| 2 | 恆春之歌   | 鄭進一作品                         |
| 3 | 搖到外婆橋 | BOB芭比演唱                        |
| 4 | 家在山那邊 | 沈文程包辦作詞、作曲、演唱         |

## 外部連結
- 《愛在墾丁-痞子遇到愛》官方網站
- YouTube上的《愛在墾丁-痞子遇到愛》電影預告
- 《愛在墾丁-痞子遇到愛》的Facebook專頁
- 《愛在墾丁-痞子遇到愛》的新浪微博
- Yahoo奇摩電影上《痞子遇到愛》的資料（繁體中文）
- 開眼電影網上《痞子遇到愛》的資料（繁體中文）
- 豆瓣电影上《痞子遇到愛》的資料 （简体中文）
- 香港影庫上《痞子遇到愛》的資料（繁體中文）
- 互联网电影数据库（IMDb）上《痞子遇到愛》的资料（英文）
- 愛打卡電影工作室的新浪微博
- 愛打卡電影工作室的Facebook專頁
- 「愛打卡電影工作室」痞客邦 （页面存档备份，存于）
- YouTube上的愛打卡電影工作室頻道

## 腳注
1. 1 2 3  陳亭均. . 台北: 中國時報. 2014年7月2日  [2014年7月6日]. （原始内容存档于2014年8月5日）.